# انرژی هسته‌ای در عربستان سعودی
انرژی هسته‌ای در عربستان سعودی (عربی: الطاقة النووية في السعودية) برنامه‌هایی برای برپایی صنعت اتمی محلی دارد که با پیش‌بینی رشد بالای مصرف انرژی هسته‌ای در سطح محلی است. یک مجموعه آن پیشنهاد ساخت دو نیروگاه هسته‌ای را تا ۲۰۲۰ دارد و ساخت ۱۶ نیروگاه را تا سال ۲۰۳۰ پیش‌بینی کرده‌است. هدف حکومت از آن به‌کارگیری انرژی الکتریکی حاصل شده از سوخت هسته‌ای به جای انرژی الکتریکی حاصل از سوخت فسیلی است.

## تاریخچه
هم‌اکنون عربستان سعودی از ۷۹ نیروگاه برق غیر هسته‌ای خود ۵۲ گیگاوات برق تولید می‌کند. حکومت سعودی قصد دارد این میزان را به ۱۱۰ گیگاوات تا سال ۲۰۳۰ برساند که این نیاز به ۱۶ نیروگاه در سال ۲۰۱۹ با هزینه هر نیروگاه ۷ میلیارد دلار آمریکا دارد.

## ذخایر اورانیوم
ذخایر معدنی اورانیوم موجود در عربستان سعودی به اندازه‌ای است که به آن کشور امکان دهد بدون نیاز به واردات، به تولید سوخت هسته‌ای بپردازد.

## نگاه عمومی
برنامه عربستان دومین رتبه پیشرفته‌ترین برنامه هسته‌ای در جهان عرب را پس از امارات دارد.

## پیشبرد
عربستان سعودی دارای تأسیسات تولید سوخت نیست و در بازار جهانی به سوخت هسته‌ای تکیه خواهد داشت. در سال ۲۰۱۰ قرارداد ساخت نیروگاه‌ها در عربستان با توشیبا وشو امضا شد و با شرکت اکسیلون برای اداره امکانات هسته‌ای امضا شد و بزودی مجموعه نیروگاه‌های آب سنگین پیشرفته یا از طراز وستیگهاوس AP1000 بکار گرفته خواهد شد.
همچنین در مارس ۲۰۱۵ یادداشت تفاهمی بین عربستان و کره جنوبی به امضا رسید که به ساخت دو نیروگاه خواهد انجامید.